# Mocsári rizspatkány
A mocsári rizspatkány (Oryzomys palustris) az emlősök (Mammalia) osztályának rágcsálók (Rodentia) rendjébe, ezen belül a hörcsögfélék (Cricetidae) családjába tartozó faj.
Az Oryzomys nem típusfaja.
A magyar név forrással nincs megerősítve, valószínűleg angol névtükör fordítása (Marsh rice rat).

## Előfordulása
Az Egyesült Államok délkeleti részének füves pusztáin és mocsaraiban él.

## Megjelenése
Fej-testhossza 22,6–30,5 centiméter, farokhossza 10,8–15,6 centiméter, testtömege 40-80 gramm. Bundája szürkésbarna.

## Életmódja
Bár gyakori, de meglehetősen ritkán látható, mivel félénk és éjjeli állat. Táplálékát rizs és magvak, szükség esetén ízeltlábúak alkotják.

## Szaporodása
A párzási időszak kora tavasszal van. Vemhességi ideje 21-28 nap, ennek végén 4-6 kölyök jön világra. Az elválasztás két hetesen jön el.